# Lina Vaszilivna Kosztenko
Lina Vaszilivna Kosztenko, ukránul Ліна Василівна Костенко (Rzsiscsiv, 1930. március 19. – ) ukrán költő, újságíró, író, szerkesztő, szovjet disszidens, a „hatvanasok” mozgalmának egyik legkorábbi és legjelentősebb képviselője.

## Élete
Rzsiscsivben született tanári családban. 1936-ban a család Kijevbe költözött. 1937 és 1941 között a Truhanyiv-szigeten található kijevi 100. számú iskolában tanult. 1943-ban az iskola leégett, amikor a német hadsereg felégette a falut. Ezekre az eseményekre emlékezik A kijevi Velencében nőttem fel című verse.
Érettségi után a Kijevi Pedagógiai Intézet, majd a moszkvai Makszim Gorkij Irodalmi Intézet hallgatója volt, ahol 1956-ban végzett. Ezt követően három verseskötete jelent meg: Prominnya zemli ([A föld sugarai], (1957), Vitrila ([Vitorlák], 1958) és Mandrivki szercja ([A szív vándorútjai], 1961). Versei, melynek témái a jóság, igazságosság, humanizmus, nagy népszerűségre tettek szert az ukrán olvasók körében. Felolvasásokat tartott a Lesz Tanyuk vezette  kijevi ifjúsági klubban, amely a „hatvanasok” tevékenységének egyik központja volt.
1961-ben megkritizálták apolitikussága miatt. 1963-ban a Zorjanij intehral [Csillagintegrál] című nyomtatásra előkészített kötete nem került nyomdába, a Knyazsa hora című kötete szintén nem jelenhetett meg. Hosszú éveken át tiltólistára került, és művei csak szamizdatként jutottak el az olvasókhoz.
1965-ben aláírt egy tiltakozó levelet az ukrán értelmiségiek letartóztatása ellen. Jelen volt Mihajlo Oszadcsij és Miroszlava Zvaricsevszka tárgyalásán Lvivben. A Horiny fivérek tárgyalásán virágokat dobott a vádlottaknak. Ivan Draccsal együtt felszólította a lvivi írókat, hogy álljanak ki a letartóztatottak mellett. Erőfeszítései nem jártak sikerrel, de hatással voltak a korszak ukrán disszidenseire.
1967-ben Omeljan Pricak ukrán-amerikai történész irodalmi Nobel-díjra jelölte Ivan Dracscsal és Pavlo Ticsinával megosztva.
1968-ban leveleket írt a megrágalmazott Vjacseszlav Csornovil védelmében. Ezután Lina Kosztenko nevét több éven keresztül meg sem említették a szovjet sajtóban. Tudván, hogy műveit nem adják ki, a fióknak dolgozott.
1973-ban az Ukrán Kommunista Párt központi ideológiai bizottságábak titkára, Valentin Malancsuk feketelistára tette Kosztenkót. Csak 1977-ben, Malancsuk távozása után jelent meg Nad berehami vicsnoji riki [Az örök folyó partjainál] című kötete. 1979-ben az írószövetség elnökének közbenjárására lehetett kiadni Maruszja Csuraj című verses történelmi regényét, amelyért 1987-ben az Ukrán Szovjet Szocialista Köztársaság Tarasz Sevcsenko Nemzeti Díjával tüntették  ki. Az 1980-as években már több verseskötete jelent meg.
1991-ben a csernobili 30 km-es zónába költözött, mondván, hogy erőt akar gyűjteni. Férjének 2000-ben bekövetkezett halála után hosszabb ideig szünetet tartott az írásban. ref name="7200729LK" /> 2005-ben az Ukrajna Hőse kitüntetéssel akarták elismerni, de az írónő nem volt hajlandó átvenni; az indoklása „Politikai bizsut nem viselek!” volt.
2010-ben adták ki első regényét (Zapiszki ukrajinszkoho szamasedsoho), amelynek cselekménye a narancsos forradalom idejében játszódik. Noha a könyv az eladási listák élére került, a kritikusok rossz véleménnyel voltak róla.

## Munkássága
Egyike volt az 1950-es évek végén és 1960-as években tevékenykedő „hatvanasok” mozgalom legkorábbi és legjelentősebb tagjainak. Költészete egyaránt tartalmaz lírai, intim verseket valamint a költő szerepével és felelősségével kapcsolatos verseket. Nyelvezete bonyolult, de nagy mértékben támaszkodik aforizmákra,  köznyelvi kifejezésekre és szatirikus nyelvezetre; rendszerint kritikus az önkényuralommal szemben.
Neki tulajdonítják az ukrán nyelvű líra megújulását. olyan költő, aki a 21. században is képes megszólítani a fiatal olvasókat. Ivan Koselivec ukrán emigráns kutató szerint munkássága előzmények nélküli abban az értelemben, hogy elfordult a szocialista realizmustól.
Maruszja Csuraj című verses regényét, melynek hőse egy énekes-költőnő a Bohdan Hmelnickij vezette lengyelellenes szabadságharc korából, illetve Beresztecsko című, a beresztecskói csatáról szólót – amelyeket a kommunista párt ideológusai művészileg nem teljes értékűeknek tartottak –, egyedülállónak tartják az ukrán irodalomban.
Műveit lefordították többek között angol, lengyel, belorusz, észt, olasz, német, szlovák, francia és román nyelvre. Magyar nyelven csak néhány verse jelent meg a Magyar Napló, illetve a kárpátaljai Új Hajtás folyóiratokban.
Egy 2002-ben végzett közvéleménykutatás szerint a Lina Kosztenkót a 25. helyre sorolták a legkiemelkedőbb ukránok között.

## Díjai, kitüntetései, elismerései
- 1987: Tarasz Sevcsenko Nemzeti Díj(wd)[16]
- 1994: Antonovics-díj(wd)
- 1994: Petrarca-díj (Olaszország)[5][17]
- 1998: Szent Vologyimir-díj (Toronto, Ukránok Világkongresszusa)[5]
- 2006: a lvivi egyetem díszdoktora[18]
- 2012: Ukrajna Arany Írója díj[5]
- 2015: róla nevezték el a naprendszer 290127 számú kisbolygóját[5]
- 2022: Francia Becsületrend[19]
- a csernyivci egyetem díszdoktora[12]
- a lucki egyetem díszdoktora[20]

## Fordítás
Ez a szócikk részben vagy egészben  a   Lina Kostenko című angol Wikipédia-szócikk ezen változatának fordításán alapul.  Az eredeti cikk szerkesztőit annak laptörténete sorolja fel. Ez a jelzés csupán a megfogalmazás eredetét és a szerzői jogokat jelzi, nem szolgál a cikkben szereplő információk forrásmegjelöléseként.